# Prasophyllum buftonianum
Prasophyllum buftonianum är en orkidéart som beskrevs av James Hamlyn Willis. Prasophyllum buftonianum ingår i släktet Prasophyllum och familjen orkidéer.
Artens utbredningsområde är Tasmanien. Inga underarter finns listade i Catalogue of Life.